# Фрэнк Мартин
Фрэнк Мартин (англ. Frank Martin) — персонаж киносерии «Перевозчик», роль которого исполнили Джейсон Стейтем, Эд Скрейн и Крис Вэнс. Мартин изображается как профессиональный курьер или водитель, нанимаемый богатыми клиентами или преступным сообществом, зарабатывающий крупные суммы на «перевозке».

## Описание персонажа
Мартин показан как экс-спецназовец, ныне ведущий тихую жизнь на Средиземноморском побережье. Его военное прошлое включает в себя операции в Ливане, Сирии и Судане. Он уволился со службы после скандала с вышестоящим начальством, преуменьшавшим его боевые заслуги, а затем начал использовать свои армейские навыки, став курьером чёрного рынка.
Родина Мартина неизвестна, однако в одной из сцен фильма мы видим Бронзовую звезду, то есть Фрэнк служил в Армии США.  По акценту он может быть или британцем или американцем, который, возможно, провёл большое количество времени в другой стране.
В начале фильма Мартин уже имеет хорошую репутацию в своём деле. Ведя очевидно законную жизнь, тем не менее, он попал под подозрение французской полиции, так как ранее жил во Франции.

### Армейские навыки
Определённую роль играет военное прошлое Мартина, поскольку он знаком со стрелковым оружием, взрывчатыми веществами, владеет боевыми искусствами и т. п. Внимание акцентируется на его навыках опытного водителя, способного проделать невероятные манёвры, сохраняя при этом полный контроль над транспортным средством. Мартин часто вступает в рукопашные схватки, при необходимости импровизирует, использует подручные предметы в качестве оружия. Также он опытный снайпер.

### Правила
Мартин выполняет свою работу, придерживаясь строгих правил, которые он не желает менять, и ожидает от своих клиентов, что они будут их придерживаться, иначе их ожидает расторжение контракта.
Основные правила
1. Никогда не изменяй условия сделки;
2. Никаких имён;
3. Никогда не открывать посылку;
4. Никогда не давать обещание, которое не можешь сдержать. (Добавлено в фильме «Перевозчик 2»)

Изначально эти правила кажутся излишне строгими, однако, их важность показана, когда Фрэнк, нанятый как водитель, не желает брать на одного человека больше, чем было оговорено ранее. Нарушение Мартином его собственного правила не открывать посылки является центральной темой в «Перевозчике».
Правила обращения с техникой
1. Уважайте автомобиль человека, и человек будет уважать Вас;
2. Приветствуйте человека;
3. Пристёгивайте ремень безопасности.

Внешний вид
Мартин поддерживает своего рода униформу, состоящую из чёрного костюма, чёрного галстука и белой рубашки.

### Автомобили
Мартин предпочитает четырёхдверные автомобили, используя BMW 735i E38 1999 и Mercedes-Benz W140 в «Перевозчике», Audi A8 2005 6.0 W12 в «Перевозчике 2» и Audi A8 6.0 W12 в «Перевозчике 3». Однако, во время сцены преследования в «Перевозчике 2» он ведёт Lamborghini Murcielago, Porsche, Ferrari и Audi A3 Sportback 3.2 quattro.

## Фильмы

### Перевозчик
В первом фильме Фрэнк нанят чтобы доставить посылку американскому гангстеру, известному только как «Уолл Стрит». Нарушая одно из своих правил, заметив шевеление посылки, Франк открывает её и находит связанную девушку — Лай (Шу Ци). Вначале Фрэнк просто доставляет её по месту назначения, однако когда Уолл Стрит пытается убить Фрэнка, тот возвращается в место доставки. Фрэнк избивает многих прихвостней Уолл Стрита и крадёт автомобиль вместе со спрятавшейся там Лай. На следующее утро в дом к Фрэнку приходит инспектор полиции и подвергает сомнению эту историю. Им удаётся обнаружить местонахождение Уолл Стрита, пока они находятся в отделении полиции. Лай объясняет, что есть также судоходный контейнер, полный людей. Однако в офисе Уолл Стрит оказывается, что Лай лгала. После большого экшена, и с помощью инспектора, Фрэнк находит грузовик, полный эмигрантов.
Мартину помогает французский полицейский инспектор по имени Таркони. Первоначально Таркони поручают исследовать ряд взрывов, осуществлённых Мартином, однако всё оканчивается тем, что Таркони помогает ему.

### Соучастник
Считается, что именно Фрэнк Мартин появляется в самом начале фильма «Соучастник». По сюжету, Джейсон Стейтем в эпизодической роли Незнакомца, который внешне очень похож на Фрэнка Мартина, обменивается в аэропорту портфелями с Винсентом (Том Круз). Луи Летерье, режиссёр фильмов «Перевозчик» и «Перевозчик 2», не исключил возможность появления Фрэнка в эпизодических ролях в фильмах такого рода.

### Перевозчик 2
Между двумя фильмами, Фрэнк переехал из Франции в Майами, Флорида, где он нанимается водителем для семьи Биллингсов. Очень немногое может удивить Перевозчика, но молодой Джек Биллингс сделал это — Фрэнк подружился с шестилетним ребёнком, которого он возит в школу и из неё в своём новом Audi A8 (W12 6.0). Банда жестоких преступников, переодетых докторами, пытается инфицировать Джека во время очередного визита ребёнка к доктору. Когда Джек и Фрэнк приходят к доктору, начинается ожесточённая перестрелка между садисткой Лолой и Фрэнком. Джеку и Фрэнку едва удаётся ускользнуть от преступников, но их настигают уже возле дома Биллингсов. Джианни, главарь банды, заставляет Фрэнка уехать с Джеком, оставляя Одри Биллингс, мать ребёнка, в растерянности. Фрэнку пригрозили, что убьют ребёнка прямо в машине бронебойной пулей (на лбу у ребёнка можно разглядеть подсветку зелёного цвета). По-видимому, её муж Джефф считает, что Фрэнк и есть похититель, посылая по его пятам полицию. Фрэнка заставляют оставить Джека в руках Джианни. Возвращаясь в машину, он видит в луже отражение нижней части машины, на которой была прицеплена бомба. Он гонит до причала и переворачивает машину в воздухе, где крюк крана сбивает бомбу за секунду до взрыва. Заплатив выкуп похитителям, Биллингсы получают Джека обратно, но никто не знает, что Джек был заражён смертоносным вирусом, убивающим всех вступивших с ним в контакт за сутки.
Фрэнку остаётся брать всё в свои руки. Он обнаруживает одного из «докторов», которые в него стреляли, и делает вид, что заразил его тем же вирусом (в шприце была вода). Русский «доктор» паникует и бежит в лабораторию, чтобы заполучить противоядие. Фрэнк следует за ним по пятам и обнаруживает лекарство. Доктор выбрасывает две капсулы с лекарством в окно. Прыгнув за ними, Фрэнку удаётся спасти лишь одну. Пробравшись в дом Биллингсов, он объясняет Одри, что невиновен, и отдаёт её лекарство для Джека. Но мать и отец ребёнка уже заражены. Джефф Биллингс направляется на интернациональную встречу глав организаций борющихся с наркотиками. Фрэнк понимает, что похищение Джека было лишь необходимо для заражения его отца вирусом, чтобы Джефф затем мог заразить всё собрание. Джианни был нанят колумбийскими наркокартелями, желающими обезглавить противонаркотические организации мира.
Фрэнк затем едет к дому Джианни, полному преступников. Пробившись к самому Джианни, Фрэнк видит, что Джианни вколол себе всё оставшееся лекарство. Джианни затем убегает, оставляя Фрэнка на попечение Лолы. После финальной, но короткой, битвы, Лола погибает. Фрэнк затем берёт Ламборгини Джианни и гонит в аэропорт, где он запрыгивает на взлетающий частный самолёт Джианни. Убив второго пилота, Фрэнк борется с Джианни. Джианни стреляет во Фрэнка, но попадает в пилота, и самолёт падает в океан. Фрэнку удаётся отключить Джианни и выплыть с ним на поверхность, где их уже ждёт полиция. Фильм заканчивается визитом Фрэнка к Биллингсам в больнице. Докторам удалось воссоздать лекарство из крови Джианни, а Фрэнк, увидев счастливую семью, тихо покидает больницу на машине.

### Перевозчик 3
После своих последних приключений в Майами, Фрэнк Мартин решил поменять работу «перевозчика» на спокойную и уединённую жизнь во французской Ривьере. Но его планам не суждено было сбыться, когда к нему обратился бывший солдат из отряда «Дельта» Йонас Джонсон. Он рассказал, что по заказу корпорации «Ecocorp», занимающейся переработкой и утилизацией отходов, похищена Валентина — дочь украинского министра по охране окружающей среды Леонида Томиленко — чтобы путём вымогательства получить официальное разрешение для утилизации ядовитых отходов на Украине. Теперь задача героя — доставить Валентину через Европу в Одессу. Чтобы обеспечить выполнение задания, Джонсон надевает Фрэнку и Валентине бинарно-электромагнитные браслеты, взрывающиеся, если их обладатели удаляются на 25 метров от автомобиля. Выполняя это задание, главному герою придётся столкнуться с новыми опасностями, которые связаны не только с его заказом…

## Телесериал
Телесериал по мотивам серии фильмов. В роли Фрэнка Мартина — Крис Вэнс.

## Факты
- После исполнения роли Фрэнка Мартина пресса назвала Стейтема «британским Брюсом Уиллисом»[4].
- Журнал «Best Life» провёл фотосессию с участием Стейтема, где тот рекламирует одежду домов мод Hermès, Polo Ralph Lauren, Ermenegildo Zegna, Valentino, Ferragamo, стилизованную под типаж Фрэнка Мартина[5].
- В рецензии Роджера Эберта на фильм «Перевозчик 3» сказано что Джейсон Стейтем изображает такого героя боевика, «который может участвовать в гонках на снегоходах даже с поломанными руками»[6].
- Вилла Фрэнка Мартина в Ницце напоминает виллу Керри Гранта в фильме «Поймать вора»[7].
- В каком именно спецподразделении и в каком качестве нёс службу Фрэнк Мартин, также остаётся неизвестным. Ряд киноэкспертов, в частности из журналов «Black Belt» и «The Drum», предполагают, что он служил в Силах специального назначения США (US Special Forces)[1][8]. «Комсомольская Правда» называет его «бывшим агентом спецназа»[9], таким образом остаётся непонятным, служил ли он в военном звании или состоял в качестве гражданского специалиста. Кинокритик Ален Фаррелл пишет по этому поводу[7]:

Мартин, очевидно, отслужил в чьей-то армии (создаётся впечатление, что он бывший САСовец, несмотря на то, что более тщательный поиск в его вещичках покажет американскую Бронзовую Звезду).

- Показ в фильме Audi A8 W12, которую Фрэнк Мартин водит в «Перевозчике 2», была частью маркетинговой стратегии компании «Ауди», реализованной в форме продакт-плейсмента[10].

### Периодика
- «Под обстрелом» (нем.) = Unter Beschuss // Focus: das moderne Nachrichtenmagazin : Журнал. — Мюнхен: Focus Magazin-Verlag, 2003. — Nr. 16—20. — S. 74.
- «Взрывоопасный груз 2» (Carga Explosiya 2) // Veja (португал.) : Журнал. — Сан-Паоло: Editora Abril, 2006. — № 39—42. — С. 108.
- Джон Виллис, Барри Монуш. Ежегодный обзор мирового кино  (англ.) = Screen World Film Annual. — Иллюстрированное. — Hal Leonard Corp, 2006. — Т. 57. — С. 282. — 466 с. — ISBN 1-5578-3706-6.